# Gabriele Radecke

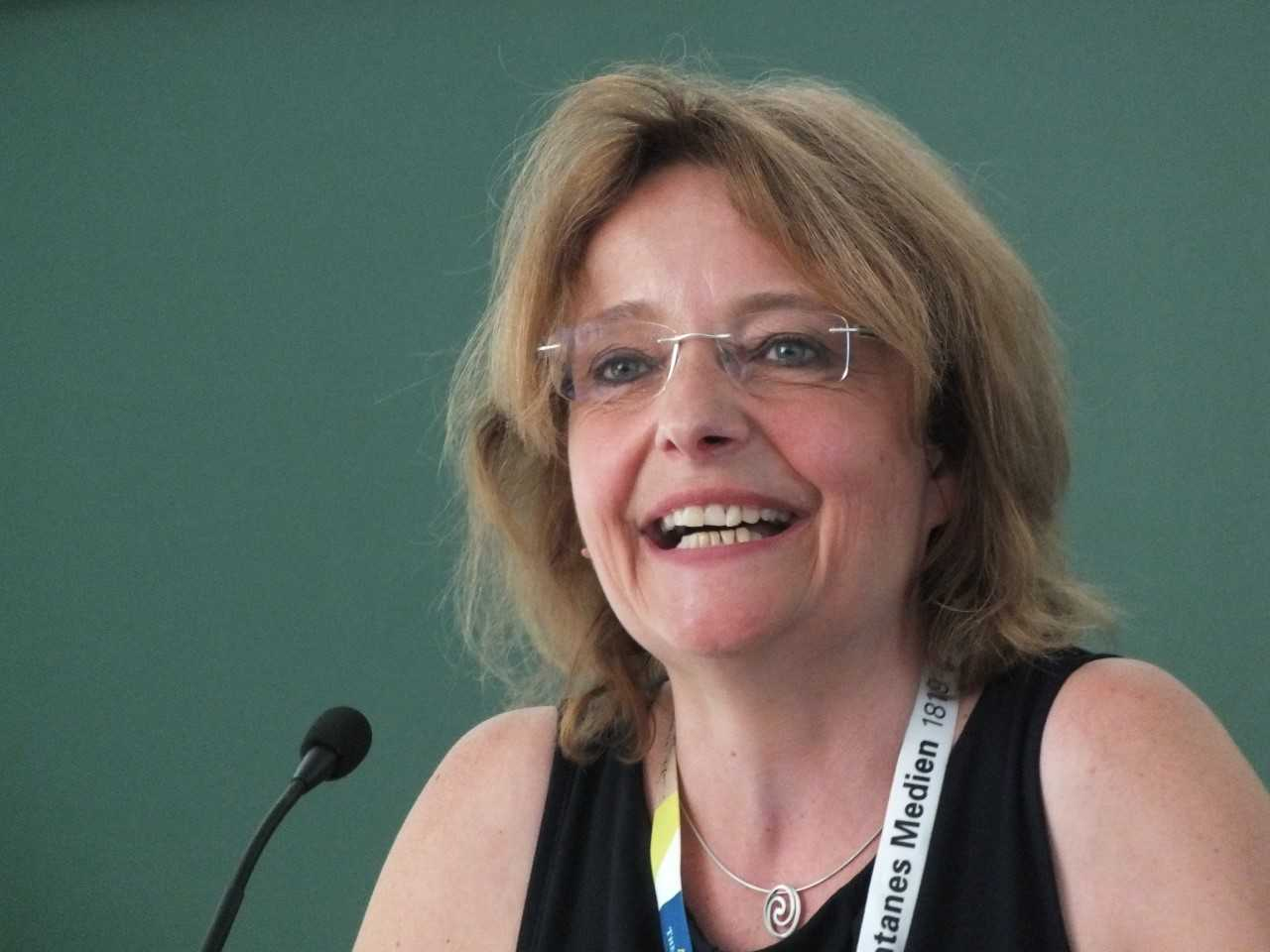
Gabriele Radecke, Foto: Klaus-Peter Möller (2019)

Gabriele Radecke (* 14. September 1967 in Berlin) ist eine deutsche Literatur- und Editionswissenschaftlerin. Sie leitet seit 2020 das Literaturarchiv der Akademie der Künste Berlin.

## Leben
Nach dem Abitur in Mainz absolvierte Gabriele Radecke eine Ausbildung zur Buchhändlerin von 1986 bis 1989. Im Anschluss studierte sie Germanistik, Politik- und Rechtswissenschaften an der Johannes Gutenberg-Universität Mainz und schloss 1995 mit einem Magisterexamen über Eduard von Keyserling ab. Nach der Teilnahme am Graduiertenkolleg Textkritik als Doktorandin an der Ludwig-Maximilians-Universität München promovierte sie im Jahr 2000 über Theodor Fontane.
Radecke blieb nachfolgend auch als Postdoktorandin am Graduiertenkolleg Textkritik der LMU München für die textgenetische Edition von Theodor Fontanes Mathilde Möhring und arbeitete als freie Literatur- und Editionswissenschaftlerin sowie als Redakteurin. 2009 nahm sie eine Tätigkeit als wissenschaftliche Mitarbeiterin an der Georg-August-Universität Göttingen auf. Dort gründete sie im Jahr 2010 am Seminar für Deutsche Philologie die Theodor Fontane-Arbeitsstelle, die sie bis 2019 leitete. 2020 übernahm sie die Leitung des Literaturarchivs der Akademie der Künste (Berlin).
Gabriele Radecke ist die Ururenkelin des Komponisten Robert Radecke und des Musikverlegers Hugo Bock sowie die Urururenkelin des Theologen Ludwig Jonas.

## Arbeitsschwerpunkte
Zusammen mit Gotthard Erler und Heinrich Detering ist sie seit 2012 Herausgeberin und wissenschaftliche Leiterin der Großen Brandenburger Ausgabe der Werke und Briefe Theodor Fontanes. Darüber hinaus arbeitet Gabriele Radecke zur Literatur des 19. und 20. Jahrhunderts sowie zur Brief-, Tagebuch- und Notizbuchforschung. Sie legte Editionen zu August von Goethe, Theodor Storm, Marie von Ebner-Eschenbach und Eduard von Keyserling vor. Zusammen mit der Theodor Fontane Gesellschaft, Sektion Berlin-Brandenburg, veranstaltete sie Fontane-Seminartage zu Von Zwanzig bis Dreißig (2015), zu Jenseit des Tweed (2016) und zu den Theaterkritiken (2018).
Literatur und Digitalisierung ist ein weiterer Schwerpunkt ihrer Arbeit. Seit 2010 ist Gabriele Radecke Herausgeberin der digitalen Edition von Theodor Fontanes Notizbüchern. Im Oktober 2020 hat sie die Leitung des transnationalen Kooperationsprojekts Heinrich Mann DIGITAL (Literaturarchiv der Akademie der Künste) übernommen.
Gabriele Radecke engagiert sich seit fünfundzwanzig Jahren für die Verbreitung wissenschaftlicher Erkenntnisse. 2017 wurde sie mit dem Preis des Stiftungsrats der Universität Göttingen in der Kategorie Wissenschaft und Öffentlichkeit „für den vorbildlichen Transfer aktueller wissenschaftlicher Themen in eine breite Öffentlichkeit“ ausgezeichnet. Durch die wegweisende Verbindung konventioneller und digitaler Methoden bei der Edition des Werks von Theodor Fontane sei es ihr gelungen, unter Einhaltung höchster wissenschaftlicher Standards ihre Forschung anschaulich einer breiten Öffentlichkeit zu vermitteln, so die Laudatio.
2017 wurde sie zur Sprecherin des wissenschaftlichen Beirats zum Fontane-Jubiläum 2019 gewählt (fontane.200) und war in dieser Funktion als ehrenamtliche Beraterin für viele Ausstellungen und Veranstaltungen tätig. 2023 kuratierte sie gemeinsam mit Robert Rauh die Wanderausstellung Fontane on Tour – Skizzen und Notizen aus dem Havelland in der Kulturkirche Petzow am Schwielowsee, die vom Brandenburger Kulturministerium, vom Landkreis Potsdam-Mittelmark und von der Stadt Werder gefördert wurde. In Brandenburg appelliert sie seit Jahren für den Erhalt der märkischen Dichterhäuser.
Zusammen mit Robert Rauh betreibt sie das Internet-Portal Fontane Online, das erstmals die im Internet verfügbaren Informationen und Medien zu Fontanes relevanten Werken virtuell zusammenführt und die Recherche erleichtert.
2025 kuratierte sie zusammen mit Franka Köpp die Ausstellung Eva Strittmatter und Neuruppin, die erstmals Fotos, Briefe und Gedichthandschriften aus dem Nachlass der Dichterin zeigt, der im Literaturarchiv der Akademie der Künste, Berlin, aufbewahrt wird.

## Stipendien und Preise
- 2017 Preis des Stiftungsrats der Universität Göttingen, Kategorie Wissenschaft und Öffentlichkeit
- 2002 Stipendium der Stiftung Weimarer Klassik für die Edition des Tagebuchs der Reise nach Preußen und Sachsen [1819] von August von Goethe, Wir waren sehr heiter
- 1999–2003 Postdoktorandenstipendium am Graduiertenkolleg Textkritik der LMU München für die textgenetische Edition von Theodor Fontanes Mathilde Möhring
- 1996 Stipendium der Goethe-Gesellschaft in Weimar für die Edition des Tagebuchs der Italienreise [1830] von August von Goethe, Auf einer Reise nach Süden

## Veröffentlichungen

### Monographien
- Vom Schreiben zum Erzählen. Eine textgenetische Studie zu Theodor Fontanes „L’Adultera“. (= Epistemata. Band 358). Königshausen & Neumann 2002, ISBN 3-8260-2052-9.
- Zus. m. Robert Rauh: Fontanes Kriegsgefangenschaft. Wie der Dichter in Frankreich dem Tod entging. Berlin 2020, ISBN 978-3-86124-740-1.
- Zus. m. Robert Rauh: Fontanes Havelland. Neue Wanderungen durch die Mark Brandenburg. Berlin 2023, ISBN 978-3-89809-222-7.

### Herausgeberschaft
- „Die Decadence ist da.“ Theodor Fontane und die Literatur der Jahrhundertwende. Frühjahrstagung der Theodor Fontane Gesellschaft, 24.–26. Mai 2001 in München. Hrsg. von Gabriele Radecke. Königshausen & Neumann, Würzburg 2002, ISBN 3-8260-2300-5.
- Schrift – Text – Edition. Hans Walter Gabler zum 65. Geburtstag. (= Beihefte zu editio. Band 19). Hrsg. von Christiane Henkes, Walter Hettche, Gabriele Radecke und Elke Senne. Niemeyer, Tübingen 2003, ISBN 3-11-093990-8.
- Das Literatur-Archiv – Sammlungen und Perspektiven der Forschung. (= Schriften der Theodor-Storm-Gesellschaft. 56). Hrsg. von Gerd Eversberg, Regina Fasold und Gabriele Radecke. Husum 2007.
- Theodor Fontanes „Von Zwanzig bis Dreißig“. Zu Edition und Interpretation des autobiographischen Werkes. Hrsg. von Gabriele Radecke. Verlag für Berlin-Brandenburg, Berlin 2020, ISBN 978-3-947215-33-1.
- Theodor Fontane Handbuch. 2 Teilbände. Hrsg. von Rolf Parr, Gabriele Radecke, Peer Trilcke und Julia Bertschik. De Gruyter, Berlin/Boston 2023, ISBN 978-3-11-054149-6.

### Editionen
- Theodor Fontane: L’Adultera. (= Große Brandenburger Ausgabe – Das erzählerische Werk. Band 4). Novelle. Hrsg. von Gabriele Radecke. Aufbau Verlag, Berlin 1998, ISBN 3-351-03116-5).
- August von Goethe: Auf einer Reise nach Süden. Tagebuch 1830. Erstdruck nach den Handschriften. Hrsg. von Andreas Beyer und Gabriele Radecke. Hanser, München 1999, ISBN 3-446-19325-1.
- Wilhelm Bode: Goethes Sohn. Kommentierte Neuausgabe. (= Aufbau-Taschenbuch. 1829). Hrsg. von Gabriele Radecke. Aufbau Taschenbuch Verlag, Berlin 2002, ISBN 3-7466-1829-0.
- Theodor Fontane: Die Poggenpuhls. (= Große Brandenburger Ausgabe – Das erzählerische Werk. Band 16). Hrsg. von Gabriele Radecke. Aufbau Verlag, Berlin 2006, ISBN 3-351-03128-9.
- Theodor Fontane – Bernhard von Lepel: Der Briefwechsel. Zwei Bände. Kritische Ausgabe. (= Schriften der Theodor Fontane Gesellschaft. Bände 5.1/5.2). Hrsg. von Gabriele Radecke. de Gruyter, Berlin 2006, ISBN 3-11-016354-3.
- August von Goethe: Wir waren sehr heiter. Reisetagebuch 1819. Hrsg. von Gabriele Radecke. Aufbau Verlag, Berlin 2007, ISBN 978-3-351-03209-8.
- Theodor Fontane: Von vor und nach der Reise. Plaudereien und kleinere Skizzen. (= Große Brandenburger Ausgabe – Das erzählerische Werk. Band 19). Hrsg. von Gabriele Radecke und Walter Hettche. Aufbau Verlag, Berlin 2007, ISBN 978-3-351-03131-2.
- Theodor Fontane: Mathilde Möhring. (= Große Brandenburger Ausgabe – Das erzählerische Werk. Band 20). Nach der Handschrift neu herausgegeben von Gabriele Radecke. Aufbau Verlag, Berlin 2008, ISBN 978-3-351-03132-9.
- Theodor Storm – Theodor Fontane. Briefwechsel. Kritische Ausgabe. (= Storm-Briefwechsel. Band 19). Hrsg. von Gabriele Radecke. Erich Schmidt Verlag, Berlin 2011, ISBN 978-3-503-12280-6.
- Theodor Fontane: Notizbücher. Digitale genetisch-kritische und kommentierte Edition. Hrsg. von Gabriele Radecke. Göttingen 2015 ff.
- Marie von Ebner-Eschenbach – Josephine von Knorr, Briefwechsel 1851–1908. Kritische und kommentierte Ausgabe. Zwei Bände. Hrsg. von Ulrike Tanzer, Irene Fußl, Gabriele Radecke und Lina-Maria Zangerl. de Gruyter, Berlin / Boston 2016, ISBN 978-3-05-009400-7.
- Eduard von Keyserling: Wellen. Herausgegeben, kommentiert und mit einem Nachwort versehen von Gabriele Radecke. Reclam, Ditzingen 2018, ISBN 978-3-15-011156-7.
- Theodor Fontane: Theaterkritik 1870–1894. (= Große Brandenburger Ausgabe – Das kritische Werk. Bände 2–5). 4 Bände. Hrsg. von Debora Helmer und Gabriele Radecke in Zusammenarbeit mit der Theodor Fontane-Arbeitsstelle, Universität Göttingen. Aufbau Verlag, Berlin 2018, ISBN 978-3-351-03737-6.
- Theodor Fontane: Mathilde Möhring. Hrsg., kommentiert und mit einem Nachwort versehen von Gabriele Radecke. Reclam, Ditzingen 2019, ISBN 978-3-15-019513-0.
- Theodor Fontane: Wundersame Frauen. Weibliche Lebensbilder aus den „Wanderungen durch die Mark Brandenburg“. Herausgegeben von Gabriele Radecke und Robert Rauh. Manesse, München 2019, ISBN 978-3-7175-2500-4

### Ausstellungskataloge
- Brandenburger Notizen. Fontane – Krüger – Kienzle. Von Lorenz Kienzle. In Zusammenarbeit mit und mit einem Nachwort von Gabriele Radecke. Verlag für Berlin-Brandenburg, Berlin 2019, ISBN 978-3-947215-42-3.
- Zus. m. Krafft Freiherr von dem Knesebeck und Günter Rieger: Fontane trifft Knesebeck. Eine Entdeckungsreise nach Karwe. Edition Rieger, Karwe 2019, ISBN 978-3-947259-16-8.
- Zus. m. Helmuth Nürnberger und Peter Schaefer: Theodor Fontane Märkische Region & Europäische Welt. Märkische Verlags- und Druckgesellschaft, Potsdam 1993.

### Serien in Zeitungen (Auswahl)

#### „Fontanes vergessene Orte“
Zus. m. Robert Rauh: Fontanes vergessene Orte. Achtteilige Serie in der Märkischen Allgemeinen Zeitung. Übersicht aller Teile in:
- Folge 8 Der Dichter und die schöne Sabine. 28. Mai 2019.

#### „Wandern nach Notizen“
Zus. m. Robert Rauh: Wandern nach Fontanes Notizen. 19-teilige-Serie in der Märkischen Allgemeinen Zeitung. Übersicht aller Teile in:
- Folge 19 Fontane fand in Neuruppin mehr als nur Langeweile. 8. Oktober 2019.

#### „Fontanes Berliner Notizen“
Zus. m. Robert Rauh: Fontanes Berliner Notizen. Fünfteilige Serie in der Berliner Zeitung über Buch, Schloss Monbijou, Pfaueninsel, Weißensee und Köpenick.
- Die verschollene Apotheose für den Alten Fritz in Schloss Köpenick. 30. Dezember 2019.

#### „Fontanes Havelland“
Zus. m. Robert Rauh: Fontanes Havelland. Sechsteilige Serie im Tagesspiegel über Plaue, Marquardt, Paretz, Petzow, Uetz und Wust.
- Folge 6 Zweifel in Wust. 2. Juni 2023.

#### Weitere Zeitungsartikel und Online-Publikationen
- Zus. m. Robert Rauh: Spurensuche im Bucher Schlosspark. In: Märkische Oderzeitung, 29. Februar 2020.
- Zus. m. Robert Rauh: Fontanes Strausberger Reise. In: Märkische Oderzeitung, 14. März 2020.
- Nur acht Monate. Theodor Fontanes Gastspiel an der Akademie der Künste. In: Akademie der Künste – adk.de, Reihe Kalenderblätter vom 28. Mai 2021.
- Zus. m. Robert Rauh: Miststücke von Büchern. Wie Franz Fühmann Fontanes Spuren verlor. In: Berliner Zeitung, 14. Januar 2022.
- Zus. m. Robert Rauh: Sehnsuchtsort, von Fontane verachtet. Das Geheimnis des Klosters Chorin. In: Berliner Zeitung, 16. Juni 2022.
- Zus. m. Robert Rauh: Bilder und Bananen. Zu Tisch mit Wilhelm Gentz und Theodor Fontane. Zum 200. Geburtstag von Wilhelm Gentz. In: Märkische Oderzeitung, 3./4. Dezember 2022.
- Zus. m. Robert Rauh: Theodor Fontane: Der Dichter und die Märzrevolution – ein Gefühlsrevolutionär. In: Märkische Oderzeitung, 18. März 2023.
- Zus. mit Robert Rauh: Eva Strittmatter in Neuruppin. In: Berliner Zeitung, 5. Februar 2025.